# 地狱谷野猿公苑
地狱谷野猿公苑（日语：／ Jigokudani Yaen Kōen）是位于日本长野县北部的山之内町的公园，于1964年6月3日建立。因生活在此的日本猕猴而闻名。

## 简介
地狱谷野猿公苑地处上信越高原国立公园的横汤川峡谷境内。因四周森林悬崖环绕，在严寒的环境中地面裂隙会冒出蒸汽和沸水，从而得名“地狱谷”。地狱谷海拔约850米，一年中有四个月的时间被积雪所覆盖。
地狱谷野猿公苑以其数量众多爱泡温泉的野生日本猕猴（学名Macaca fuscata，又称雪猴）而闻名。猕猴浸泡温泉的习惯来源于对人类的模仿，早年猕猴会进入人用的温泉浴池，后来由于安全与卫生原因，公园为猕猴兴建了专用的温泉浴池。公园每日会为猕猴投食三至四次，以使猴群在地狱谷逗留。但为了保持猕猴自然的生活习性，公园除投食以外不会干涉猴群的活动。

## 图集

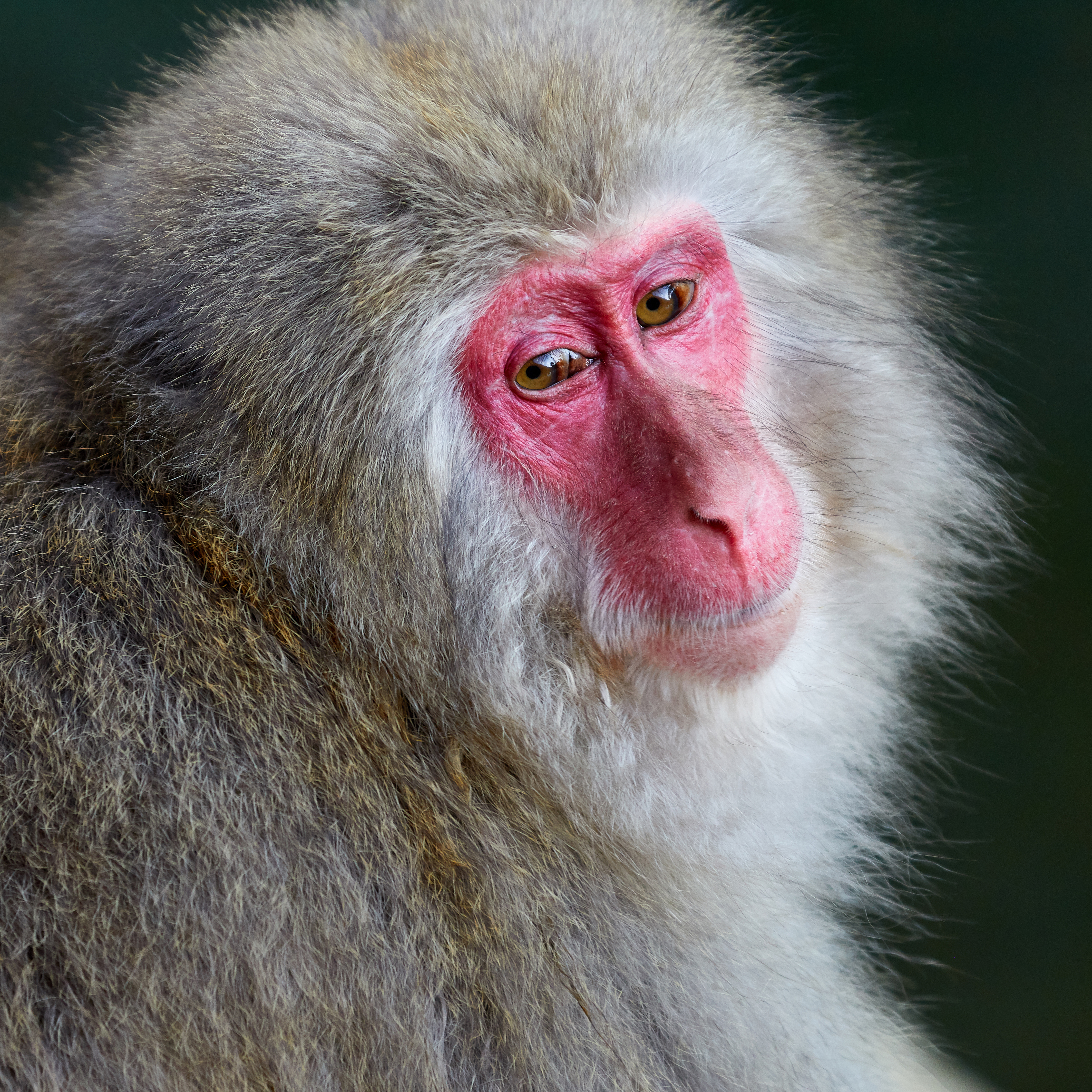
地狱谷野猿公苑的日本猕猴
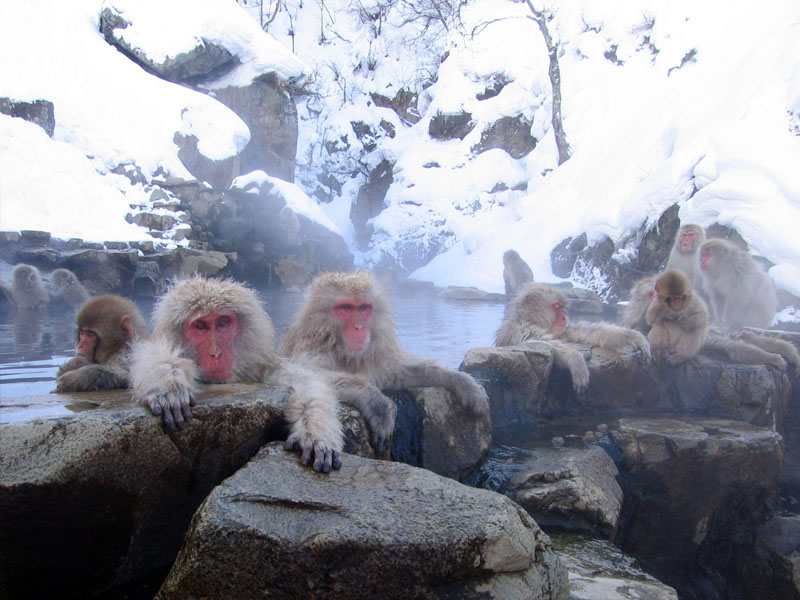
日本猕猴浸泡温泉
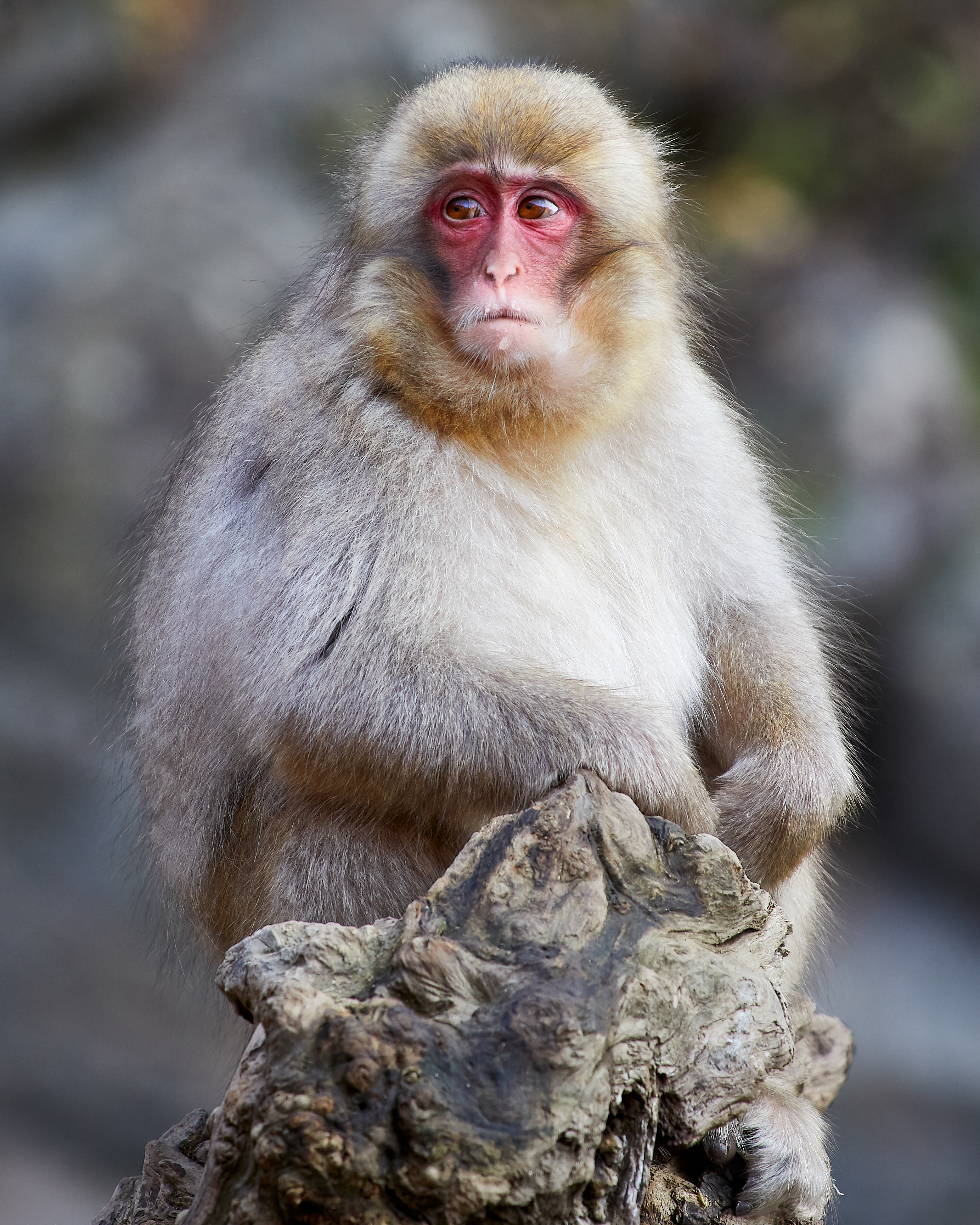
地狱谷野猿公苑的幼猴
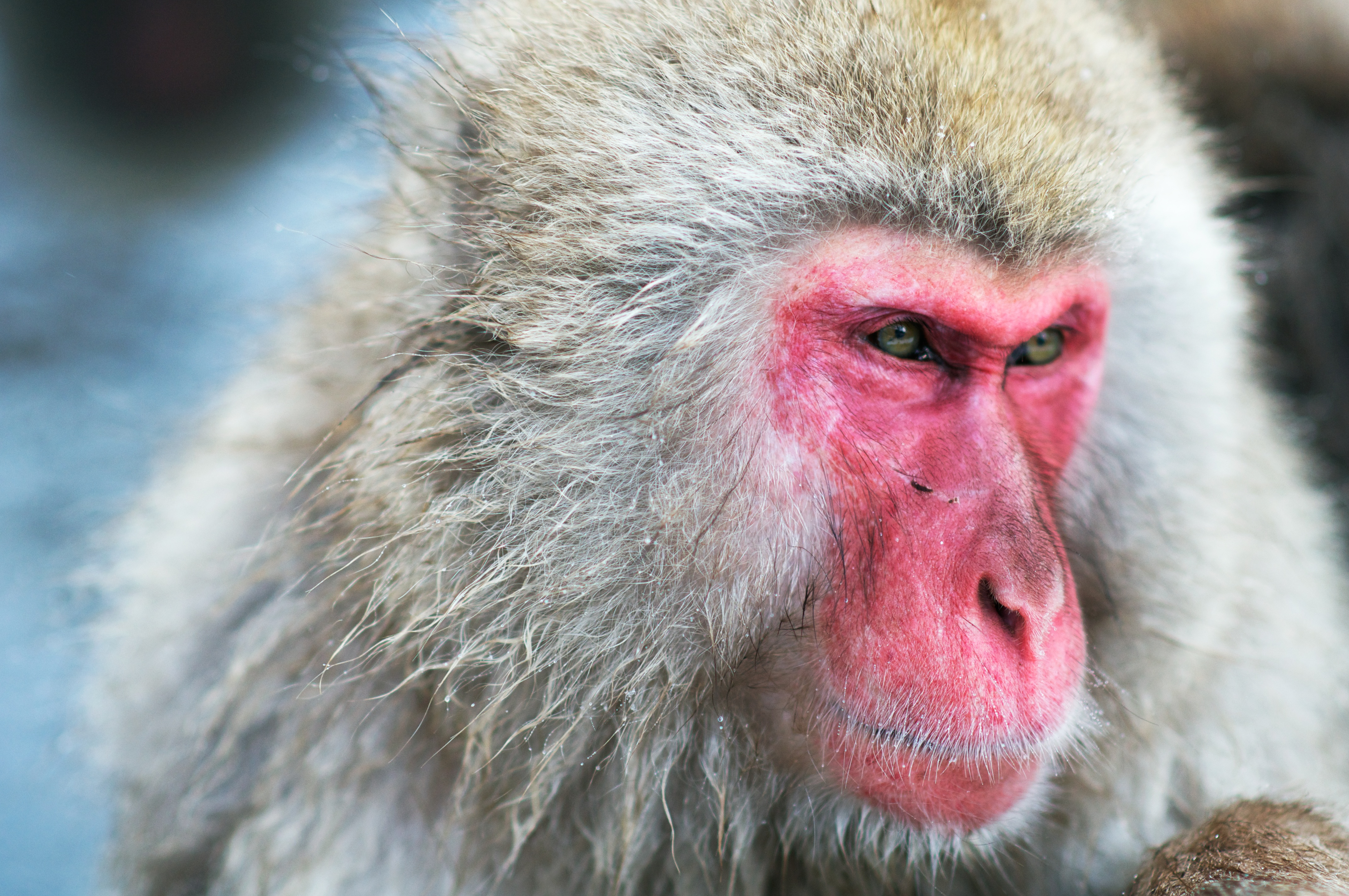
地狱谷野猿公苑的日本猕猴首领
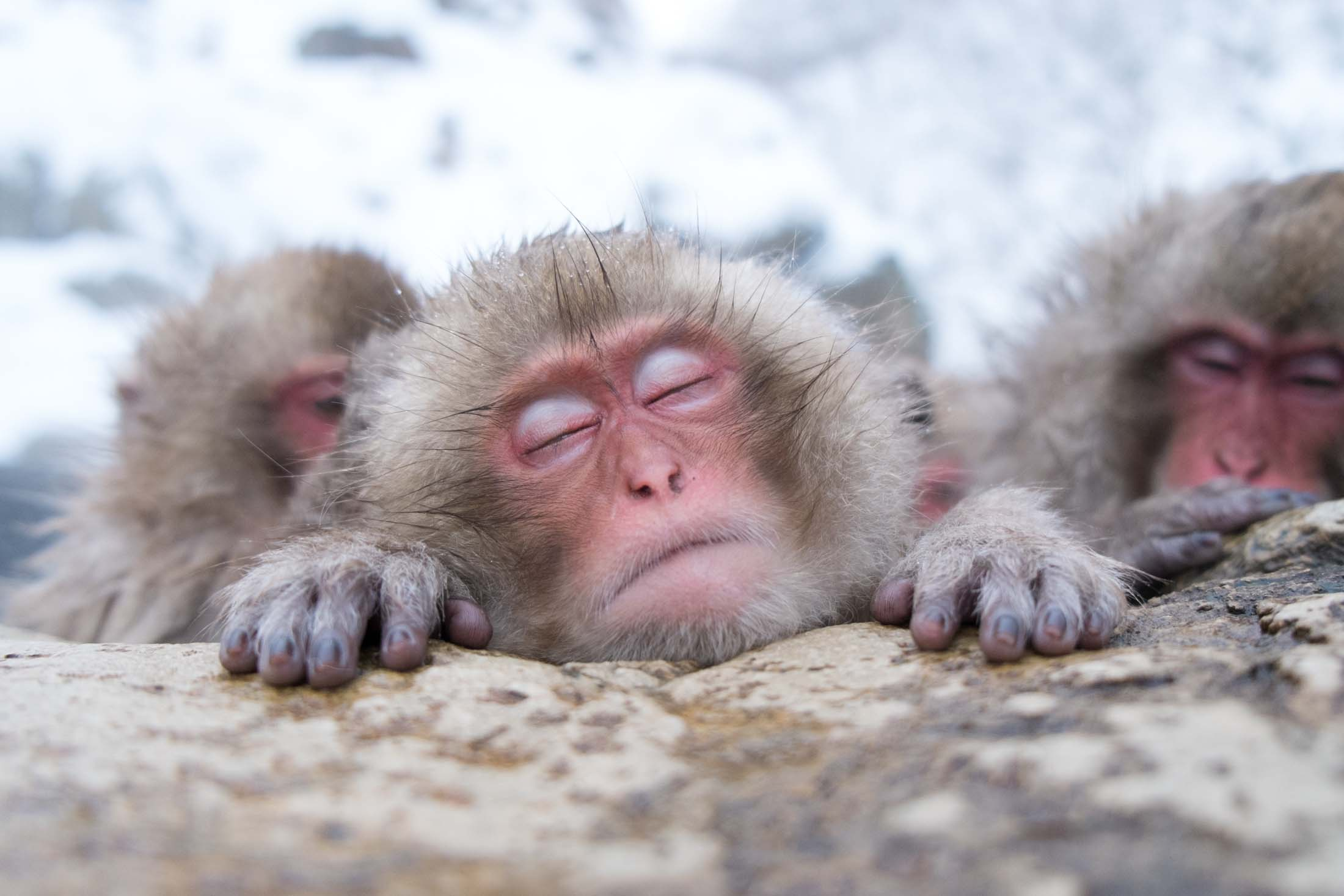
幼猴浸泡温泉
- 互相梳理毛发的日本猕猴（视频）